# Басурманы
Басурма́ны (чув. Пăсăрман) — деревня в Моргаушском районе Чувашской Республики. Входит в состав Орининского сельского поселения.

## География
Находится в северо-западной части Чувашии, на расстоянии приблизительно 3 км на север по прямой от районного центра села Моргауши.

## История
Известна с 1795 года как выселок села Архангельское, Малое Аринино тож (ныне Оринино) с 17 дворами. В 1858 году было учтено 27 дворов и 127 человек, в 1906 — 29 дворов и 149 жителей, в 1926 — 35 дворов и 156 жителей, в 1939—145 жителей, в 1979—127. В 2002 году было 38 дворов, в 2010 — 36 домохозяйств. В 1931 году был образован колхоз «Аврора», в 2010 действовал СПК «Оринино».

## Население
Постоянное население составляло 106 человек (чуваши 98 %) в 2002 году, 96 в 2010.